# 于勇 (1960年)
于勇（1960年5月—），男，汉族，安徽涡阳人，中华人民共和国政治人物。安徽工学院动力系工业自动化专业本科毕业，中国科技大学行政管理专业毕业。

## 生平
1976年12月参加工作。1981年6月加入中国共产党。1998年1月，任蚌埠市人民政府副市长、怀远县委书记。1998年3月，任蚌埠市副市长。2002年2月，任铜陵市副市长。2004年9月，任中共铜陵市委常委、副市长。2008年6月，任安徽省商务厅党组书记。2008年8月，任安徽省商务厅党组书记、厅长。2011年4月，任中共阜阳市委副书记、市政府党组书记。2011年5月，任中共阜阳市委副书记、市人民政府代市长（7月当选）、市政府党组书记。2013年，当选第十二届全国人民代表大会安徽地区代表。2013年2月，任中共阜阳市委书记。2016年11月，任中共蚌埠市委书记。2017年12月，任安徽省民政厅厅长，直到2020年去职。